# Jahrbuch der Schweizerfrauen
Das Jahrbuch der Schweizerfrauen war eine Publikation, die als gemeinsames Forum der bürgerlichen Frauenbewegung diente.

## Geschichte
Das Jahrbuch erschien von 1915 bis 1940, ab 1916 auch unter dem französischen Titel Annuaire féminin suisse. Emma Graf, Präsidentin des Schweizerischen Lehrerinnenvereins, schlug das Jahrbuch 1914 vor und leitete dessen Redaktion bis 1919.
Gerade als das Interesse der Weltöffentlichkeit auf die Ereignisse des Ersten Weltkriegs und auf die politische Gestaltung Europas gerichtet war, entschloss sich die Sektion Bern des Schweizerischen Verbandes für Frauenstimmrecht, einen jährlichen Band über die Interessen des weiblichen Geschlechts zu veröffentlichen, um dadurch auch das Gefühl schweizerischer Zusammengehörigkeit verstärkt zu vermitteln.
Später ging der von Clara Büttiker gegründete Schweizerische Frauenkalender im Jahrbuch der Schweizerfrauen auf. In der Folge war die Zeitschrift auch eine Plattform für andere Frauen, die ihre Arbeiten auf sozialem, handwerklichem und künstlerischem Gebiet publizieren wollten. Die Zeitschrift unterstützte so die Frauen zu weiteren «emanzipatorischen Tätigkeiten».

## Titelangaben
- Jahrbuch der Schweizerfrauen / Annuaire féminin suisse. Hrsg. Sektion Bern des Schweizerischen Verbandes für Frauenstimmrecht / Section bernoise de l’Association nationale suisse pour le suffrage féminin. A. Francke, Bern 1915–1940. Text in Deutsch und Französisch: 1915–1932/1933; nur deutscher Text: 1935–1940/1941 (gemäss Nachweis in der Schweiz. Nationalbibliothek).